# 166
Glej tudi: število 166
166 (CLXVI) je bilo navadno leto, ki se je po julijanskem koledarju začelo na torek.

## Dogodki
- 1. januar